# 宇治田隆史
宇治田 隆史 （うじた たかし、1975年2月2日 - ）は、日本の脚本家。和歌山県出身。

## 略歴
大阪芸術大学芸術学部映像学科卒業。
1999年、熊切和嘉が大阪芸術大学の卒業制作として制作した『鬼畜大宴会』に制作協力する。
2000年、在学中に『悲しくなるほど不実な夜空に』（脚本・監督）を発表。同作は、第18回トリノ国際映画祭、TOKYO FILMeX2000コンペティション部門へ出品される。卒業後、2003年、『アンテナ』をはじめ、主に映画の脚本家として活躍。一方でフジテレビアニメ『ミチコとハッチン』では22話全ての脚本を務めるなど、実写映画に限らず次第にその活動の場を広げる。
2008年、『ノン子36歳（家事手伝い）』が2008年度日本映画ベストテンで1位を獲得、脚本は2008年度年鑑シナリオ代表作品に選出。
2010年、『海炭市叙景』は第23回東京国際映画祭コンペティション、第12回シネマニラ国際映画祭グランプリ、第13回ドーヴィルアジア映画祭審査員賞など国内外を問わず高く評価された。ジャンル、フォーマットを問わず様々な作品を手掛けるのが特徴。その脚本は広く役者からの信頼を集めている。
2014年、モスクワ映画祭で日本映画として15年ぶりにグランプリなどを受賞した『私の男』（熊切和嘉監督）の脚本はスタッフへの挑戦状と呼ばれるほどの完成度だった。また同年、黒沢清作品を手掛ける。撮影前からフランス公開が決定するなど話題となった。

## 主な脚本作品

### 映画
- 悲しくなるほど不実な夜空に （2001年）※監督兼脚本
- アンテナ（2003年）
- 揮発性の女（2004年）
- ガッツ伝説・愛しのピット・ブル（2005年）
- 青春☆金属バット（2006年）
- 転生（2006年）
- フリージア（2007年）
- 病葉流れて（2007年）
- 初恋 夏の記憶（2008年）
- ノン子36歳（家事手伝い）（2008年）
- 海炭市叙景（2010年）
- 莫逆家族-バクギャクファミーリア-（2012年）
- 夏の終り（2013年）
- 私の男（2014年）
- 岸辺の旅（2015年）

### テレビドラマ
- 東京少女・セピア編 第4話（2008年、BS-TBS）
- トンスラ 第10話（2008年、日本テレビ）

### テレビアニメ
- ミチコとハッチン 全22話（2008年 - 2009年、フジテレビ）[4]

## 書籍
- 『月刊シナリオ 2004・1月号』（シナリオ作家協会、2003年） ※「アンテナ」収録
- 『'08 年鑑代表シナリオ集』（シナリオ作家協会、2009年）※「ノン子36歳（家事手伝い）」収録
- 『月刊シナリオ 2011・1月号』（シナリオ作家協会、2010年） ※「海炭市叙景」収録
- 『本の中に流れる時間。文字、画、音のアート。「夏の終り」』（ニコロ、2013年）※映画「夏の終り」シナリオボックス